# 도산초등학교 (경북)
도산초등학교는 대한민국 경상북도 구미시 도량동에 있는 공립 초등학교이다.

## 학교 연혁
- 1980.10.01 구미도산국민학교 설립인가
- 1982.03.01 구미국민학교에서 분리(12학급)
- 1996.03.01 도산초등학교로 교명 변경
- 2009.11.04 경상북도교육청지정 사이버가정학습 시범학교 운영보고
- 2011.03.01 교육복지우선지원학교 지정
- 2013.11.06 경상북도교육청지정 청렴교육 정책연구학교 운영보고
- 2014.03.01 제15대 강태기 공모교장 취임
- 2014.03.01 창의인성선도학교 운영(2014년)
- 2015.02.13 제33회 졸업식(남 57명 여 52 계109명)(졸업생 총수: 7,034명)
- 2015.03.01 19학급(특수학급 1학급 포함) 편성

## 참고 자료
- 도산초등학교 - 한국교육학술정보원 학교알리미